# Municipio de Clifton (Pensilvania)
El municipio de Clifton (en inglés: Clifton Township) es un municipio ubicado en el condado de Lackawanna en el estado estadounidense de Pensilvania. En el año 2000 tenía una población de 1.139 habitantes y una densidad poblacional de 22.7 personas por km².

## Geografía
El municipio de Clifton se encuentra ubicado en las coordenadas 41°14′00″N 75°32′59″O / 41.23333, -75.54972.

## Demografía
Según la Oficina del Censo en 2000 los ingresos medios por hogar en la localidad eran de $41,184 y los ingresos medios por familia eran de $44,732. Los hombres tenían unos ingresos medios de $35,625 frente a los $23,472 para las mujeres. La renta per cápita de la localidad era de $22,142. Alrededor del 9,1% de la población estaba por debajo del umbral de pobreza.